# Egipt na Mistrzostwach Świata w Lekkoatletyce 2009
Egipt na Mistrzostwach Świata w Lekkoatletyce 2009 – reprezentacja Egiptu podczas czempionatu w Berlinie liczyła 4 zawodników, spośród których 1 awansował do finału. 

## Występy reprezentantów Egiptu

### Mężczyźni
- Bieg na 200 m
  - Amr Seoud z czasem 21,44 zajął 51. miejsce w eliminacjach i nie awansował do ćwierćfinału.

- Pchnięcie kulą
  - Yasser Ibrahim Farag z wynikiem 18,69 zajął 32. miejsce w eliminacjach i nie awansował do finału.

- Rzut dyskiem
  - Omar Ahmed El Ghazaly z wynikiem 62,83 zajął 9. miejsce w finale.

- Rzut młotem
  - Mohsen El Anany z wynikiem 72,68 zajął 20. miejsce w eliminacjach i nie awansował do finału.